# Heinrich Wilhelm von Holtzbrinck

Heinrich Wilhelm von Holtzbrinck

Heinrich Wilhelm von Holtzbrinck (* 3. Januar 1809 in Altena; † 24. Juni 1877 auf Schloss Oedenthal, Provinz Westfalen) war ein deutscher Verwaltungsjurist im Königreich Preußen. Er war Handelsminister und Mitglied des Reichstags.

## Leben
Der Vater war der gleichnamige Heinrich Wilhelm Holtzbrinck, Rittergutsbesitzer in Oedenthal und  Landrat im Kreis Altena. Die Mutter war Anna Marie Henriette geb. Haardt. Holtzbrinck selbst war seit 1849 mit Johanna von Hymmen zu Hain (1820–1858) verheiratet.

### Werdegang
Holtzbrinck legte sein Abitur am Gymnasium in Düsseldorf ab und studierte anschließend Rechtswissenschaft in Göttingen, Heidelberg, Bonn und Berlin. Während seines Studiums wurde er 1828 Mitglied der Alten Bonner Burschenschaft. 1830 trat er als Auskultator in den preußischen Justizdienst beim Hofgericht in Arnsberg ein. Anschließend war er dort auch Gerichtsreferendar, ehe er 1832 als Regierungsreferendar in das Regierungspräsidium in Arnsberg wechselte. Vom Militärdienst wurde er wegen Untauglichkeit befreit. Seit 1836 arbeitete er als Regierungsassessor in Düsseldorf, später in Magdeburg und seit 1839 wieder in Arnsberg.
1840 wurde Holtzbrinck zum Regierungsrat in Arnsberg ernannt. Ein Jahr später wurde er zum Landrat des Kreises Altena gewählt. Dieses Amt bekleidete er bis 1853, als er zum Oberregierungsrat und Abteilungsdirigenten bei der Regierung in Arnsberg ernannt wurde. 1857 wurde Holtzbrinck Vizepräsident der Regierung in Münster.
1862 war er für einige Monate (von Mai bis Anfang Oktober) preußischer Minister für Handel, Gewerbe und Öffentliche Arbeiten. Als sich der Preußische Verfassungskonflikt entwickelte, traten Holtzbrinck und andere Minister aus Protest zurück. Mit seiner Entlassung aus dem Amt war die Ernennung zum Wirkl. Geh. Rat mit dem Titel Exzellenz verbunden.
Zwischen 1863 und 1874 amtierte Holtzbrinck als Regierungspräsident in Arnsberg.

### Politik
Holtzbrinck saß seit 1853 im westfälischen Provinziallandtag. Von 1865 bis 1875 war er als Landtagsmarschall Vorsitzender des Gremiums. Danach schied er aus dieser Versammlung aus. Außerdem war er 1847/48 Mitglied des Ersten bzw. Zweiten Vereinigten Landtags. 1850 bis 1852 gehörte er der Zweiten Kammer des preußischen Landtags an. 1853 und 1854 war Holtzbrinck Mitglied der Ersten Kammer. Schließlich war er 1867 für die Konservative Partei (Preußen) Mitglied des Norddeutschen Reichstags.